# Stinius Fredriksen

El Judici Final a la façana occidental de la Catedral de Nidaros, un model de Stinius Fredriksen de 1948.

Stinius Fredriksen (Stavanger, 11 de març de 1902 - 11 de juny de 1977) fou un escultor i pintor noruec. Entre 1921 i 1923 va estudiar en l'Acadèmia Estatal d'Art d'Oslo, on va ser alumne de Wilhelm Rasmussen. Posteriorment, entre 1923 i 1924 va ser alumne d'Antoine Bourdelle a l'Escola Nacional Superior de Belles Arts de París, i també en aquesta ciutat va estudiar amb Charles Despiau com a professor. Després de tornar a Noruega, va realitzar algunes obres escultòriques. Va tenir l'oportunitat de col·laborar en algunes escultures menors durant la remodelació de la Catedral de Nidaros, a Trondheim. Poc després, el 1927 se li va concedir la responsabilitat de diverses importants escultures de la façana occidental d'aquesta catedral, on havia de basar-se en el'art gòtic. Treballà en la catedral fins a la dècada de 1960. El renom que va obtenir a la Catedral de Nidaros li va valer esdevenir responsable de la reconstrucció d'escultures de la façana oriental de la Catedral de Stavanger. Influït pel modernisme va construir nombrosos monuments a Stavanger, Oslo, Trondheim i Kirkenes.